# Peter Sigmair

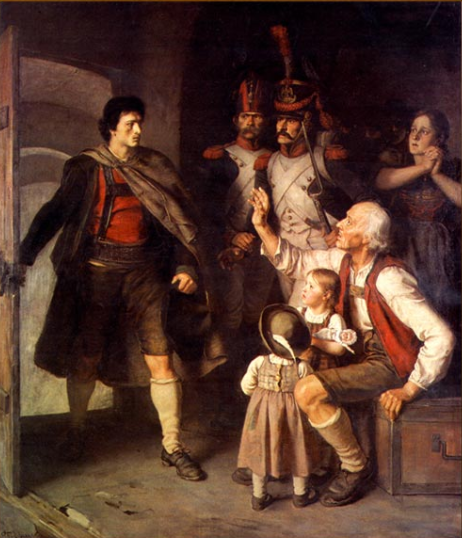
Peter Sigmair, Ölgemälde von Franz Defregger (1893)

Peter Sigmair (auch Siegmair, Sigmayr; * 5. Februar 1775 in Mitterolang; † 14. Jänner 1810 ebenda) war ein Tiroler Wirt und Freiheitskämpfer.

## Leben
Peter Sigmair wurde 1775 als ältester Sohn des Tharerwirts Georg Sigmair und der Maria Heidenpergerin geboren. Am 7. Februar 1809 heiratete er Elisabeth Messner, eine Bauerntochter aus Antholz. Beim Ausbruch des Tiroler Volksaufstandes im Frühjahr 1809 schloss sich Siegmair dem Landsturm an und wurde zum Oberleutnant der Olanger Schützenkompanie ernannt. Mit dieser führte er in der Luggau, am Kreuzberg bei Sexten und bei Ampezzo Grenzsicherungsmaßnahmen durch und war in einzelne Kämpfe verwickelt. Nach dem Bruch des Friedens von Schönbrunn und dem erneuten Aufflammen der Kämpfe im Pustertal und Eisacktal im November 1809 wurde Sigmair als Kommandant am linken Rienzufer und Bote zwischen den Abordnungen des Landsturms um Brixen und Bruneck eingesetzt. Nachdem im Dezember die Aufständischen den aussichtslosen Kampf aufgegeben hatten, suchten die Franzosen unter General Broussier nach den Anführern. Sigmair versteckte sich in einer seinem Vater gehörenden Hütte am Berg. Als man ihn nicht fand und drohte, an seiner Stelle seinen blinden Vater zu erschießen, stellte er sich und wurde am 14. Jänner 1810 von einem Exekutionskommando hingerichtet.

## Gedenken

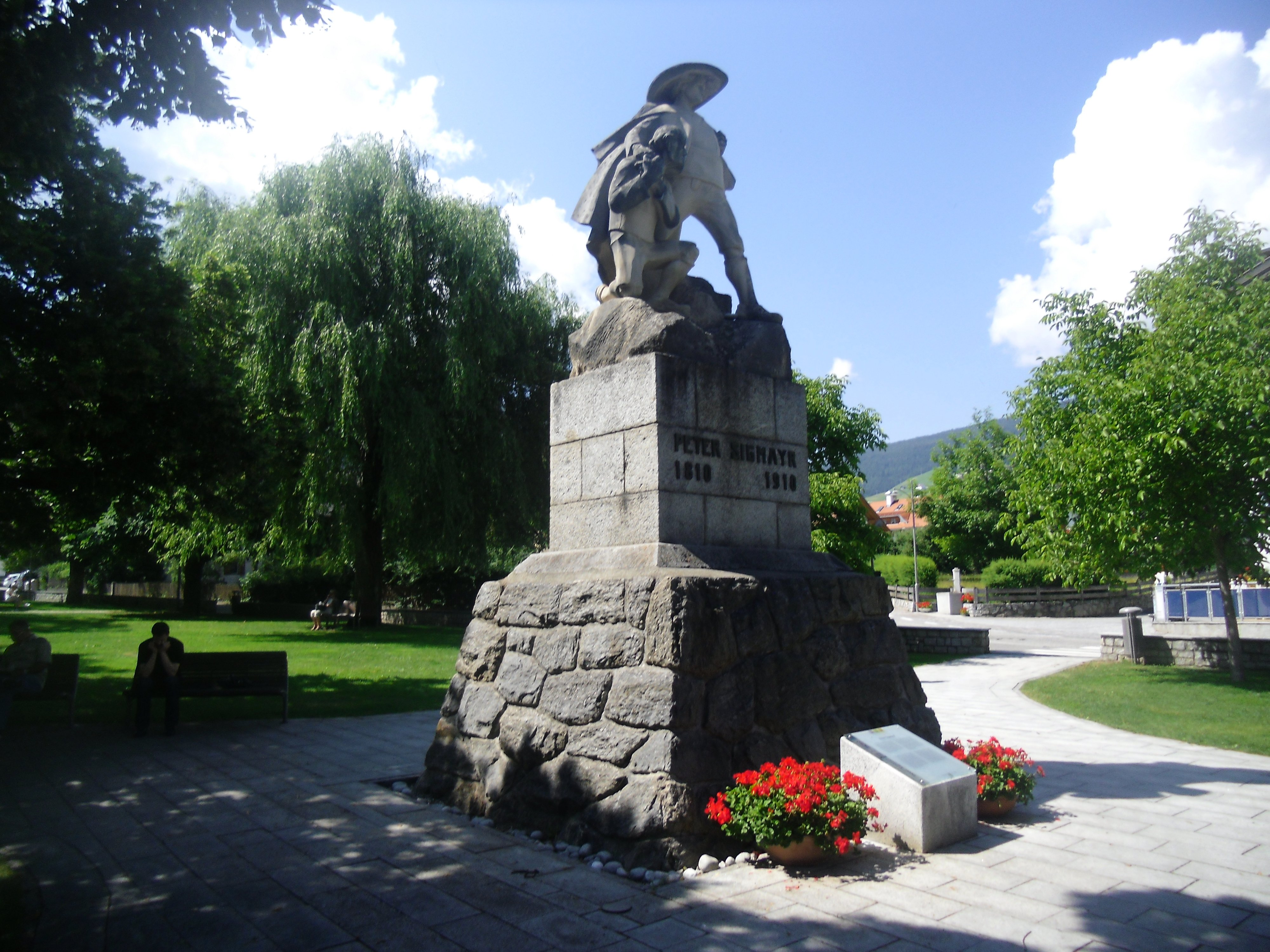
Tharerdenkmal in Olang

Eine Kapelle aus dem 18. Jahrhundert in der Nähe der Hinrichtungsstelle wurde als „Tharerstöckl“ dem Andenken Sigmairs gewidmet. Das 1977 von Siegfried Pörnbacher geschaffene Gemälde an der Fassade zeigt die Erschießung Sigmairs.
Am 17. Juli 1910 wurde von Erzherzog Franz Ferdinand das von Josef Piffrader geschaffene Tharerdenkmal in Olang enthüllt, das Peter Sigmair mit dem neben ihm knienden Vater zeigt.
Der Dorfplatz in Olang wurde in Peter-Siegmair-Platz umbenannt, in Innsbruck wurde die Siegmairstraße, in Völs die Peter-Siegmair-Straße nach ihm benannt. Auch die Musikkapelle von Olang trägt den Namen Peter Sigmairs.
Im 20. Jahrhundert entstanden mehrere Theaterstücke über das Leben Sigmairs, darunter Peter Siegmayr, der Tharerwirt von Hans Leiß (um 1909) und Peter Siegmair, der Tharerwirt von Olang von Josef Leo.